# Pleurocerina lutea
Pleurocerina lutea är en tvåvingeart som beskrevs av Schneider 2010. Pleurocerina lutea ingår i släktet Pleurocerina och familjen stekelflugor. Inga underarter finns listade i Catalogue of Life.